# Jane's AH-64D Longbow
AH-64D Longbow es un simulador de vuelo del helicóptero de ataque AH-64D Apache Longbow. Fue desarrollado por Origin Systems y lanzado el 3 de junio de 1996 para PC. AH-64D Longbow fue el segundo simulador de la línea de simuladores de combate de Jane de Electronic Arts.
Un disco de misiones llamado Flash Point: Korea fue lanzado como expansión en 1996, y un paquete recopilatorio, Longbow Gold, fue lanzado en 1997. Una secuela, Longbow 2, fue lanzada a fines de 1997. En 1998, se lanzó Longbow Anthology, que incluía a toda la serie de Longbow.

## Jugabilidad
El juego contaba con el modelo de vuelo de helicóptero más auténtico de su época, y cada aspecto de los sistemas electrónicos se encontraba meticulosamente detallado. Las armas tenían rangos y límites operacionalmente realistas, y todas las unidades amigas y enemigas se basaron estrictamente en sus contrapartes de la vida real. Con ayuda de un compañero, el jugador deberá enfrentarse a las fuerzas rusas en múltiples misiones y campañas, al igual que misiones históricas de la vida real.
Flash Point: Korea fue lanzado el 30 de noviembre de 1996. Dispone de una nueva campaña ambientada en Corea, una posición para un copiloto, comandos de compañero mejorados, y muchos arreglos de bugs.

## Lanzamiento
Longbow Gold fue lanzado en abril de 1997. Es un paquete recopilatorio que cuenta con AH-64D Longbow y las mejoras de Flash Point: Korea. También fue parcheado por completo y actualizado para incluir un ejecutable de Windows, para que DOS no fuera necesario. Además, incluía una actualización de 3Dfx que incorporaba un renderizador de Glide.
Longbow Anthology fue lanzado en 1998 y es una recopilación de Jane's AH-64D Longbow, el disco de misiones Flash Point: Korea, y Longbow 2 en una misma caja, con un manual abreviado. Todos los simuladores incluidos se encuentran parcheados a las versiones más recientes.
También se lanzó una edición limitada que removió el modo campaña. Fue comercializada como un título presupuestado.

## Recepción
AH-64D Longbow debutó en el 4.° puesto en las tablas de ventas mensuales de juegos de computadora de PC Data en junio de 1996. El juego bajó a la 14.ª posición al mes siguiente, antes de volver al top 10 en agosto, quedando afuera del top 20 en septiembre. En Estados Unidos, el juego vendió 106.423 copias y recaudó $4,78 millones en octubre de 1999. Los envíos de AH-64D Longbow superaron las 600.000 copias. La franquicia de Longbow, incluyendo los compilados y Jane's Longbow 2, vendió más de 1,2 millones de unidades en su totalidad.
El crítico de Next Generation elogió la opción de elegir entre nueve niveles de realismo distintos, y el diseño único de las misiones del juego.
Longbow fue nombrado el mejor simulador de vuelo de 1996 por PC Gamer, GameSpot, Computer Gaming World y Computer Games Strategy Plus. CNET Gamecenter y la Game Developers Conference nominaron al juego en sus categorías a «mejor juego de simulación», pero fueron ganadas por NASCAR Racing 2 y MechWarrior 2: Mercenaries respectivamente. En 1996, Computer Gaming World lo clasificó como el 100.° mejor juego de todos los tiempos por ser «el primer simulador de helicópteros en igualar sus contrapartes aladas para hacer un juego realista». Ese mismo año, fue clasificado como el 73.er juego de todos los tiempos por Next Generation por ser «un insuperable matrimonio de gráficos, jugabilidad y diversión perforadora de armaduras».

### Flash Point: Korea
Los editores de PC Gamer US nombraron a Flash Point: Korea el «mejor paquete de expansión» de 1996, y escribieron que «prácticamente hace [de Longbow] un juego completamente nuevo». Flashpoint: Korea también fue un finalista al premio a la «mejor mejora de un juego existente» de Computer Gaming World de 1996, el cual fue otorgado a Warcraft II: Beyond the Dark Portal.